# Petelea (gmina)
Petelea – gmina w Rumunii, w okręgu Marusza. Obejmuje miejscowości Habic i Petelea. W 2011 roku liczyła 2977 mieszkańców.